# Miasta Kambodży
Według danych oficjalnych pochodzących z 2008 roku Kambodża posiadała ponad 40 miast o ludności przekraczającej 4 tys. mieszkańców. Stolica kraju Phnom Penh jako jedyne miasto liczyło ponad milion mieszkańców; 2 miasta z ludnością 100÷500 tys.; 4 miasta z ludnością 50÷100 tys., 11 miast z ludnością 25÷50 tys. oraz reszta miast poniżej 25 tys. mieszkańców.

## Największe miasta w Kambodży
Największe miasta w Kambodży według liczebności mieszkańców (stan na 03.03.2008):
| L.p. | Miasto        | Prowincja                  | Liczba ludności |
| ---- | ------------- | -------------------------- | --------------- |
| 1.   | Phnom Penh    | miasto wydz. Phnom Penh    | 1 242 992       |
| 2.   | Siĕm Réab     | Siĕm Réab                  | 168 662         |
| 3.   | Bătdâmbâng    | Bătdâmbâng                 | 140 533         |
| 4.   | Paôypêt       | Bântéay Méanchey           | 89 549          |
| 5.   | Preăh Sihanŭk | miasto wydz. Preăh Sihanŭk | 89 447          |
| 6.   | Ta Khmau      | Kândal                     | 80 141          |
| 7.   | Sisŏphŏn      | Bântéay Méanchey           | 61 631          |

## Alfabetyczna lista miast w Kambodży
- Bătdâmbâng
- Kâmpóng Cham
- Kâmpóng Chhnăng
- Kâmpóng Spœ
- Kâmpóng Thum
- Kâmpôt
- Kaôh Kŏng
- Kêb
- Krâchéh (Kratié)
- Lumphăt
- Môngkôl Borei
- Neak Leung
- Pailĭn
- Phnom Penh
- Phumi Samraong
- Paôypêt
- Preăh Nét Preăh
- Preăh Sihanŭk (Kâmpóng Saôm)
- Prey Vêng
- Poŭrsăt (Pouthisat)
- Siĕm Réab
- Sisŏphŏn
- Stœ̆ng Trêng
- Svay Riĕng
- Ta Khmau
- Takêv
- Tbêng Méan Chey